# Cubophis ruttyi
Cubophis ruttyi — вид змій родини полозових (Colubridae). Ендемік Кайманових Островів.

## Поширення і екологія
Cubophis ruttyi є ендеміками острова Малий Кайман. Вони живуть в тропічних лісах, мангрових заростях, на берегах солонуватих водойм, в парках і садах. Зустрічаються на висоті від 2 до 12 м над рівнем моря. Живляться амфібіями, ящірками, дрібними ссавцями і птахами. Відкладають яйця.